# Tribulus adelacanthus
Tribulus adelacanthus är en pockenholtsväxtart som beskrevs av R.M. Barker. Tribulus adelacanthus ingår i släktet tiggarnötter, och familjen pockenholtsväxter. Inga underarter finns listade i Catalogue of Life.